# انتخابات الرئاسة الكولومبية 1926
انتخابات الرئاسة الكولومبية 1926 هي انتخابات رئاسية جرت في 1926، في كولومبيا، لانتخاب رئيس كولومبيا.
فاز بالانتخابات Miguel Abadía Méndez ‏.